# Pentagonia gigantifolia
Pentagonia gigantifolia är en måreväxtart som beskrevs av Adolpho Ducke. Pentagonia gigantifolia ingår i släktet Pentagonia och familjen måreväxter. Inga underarter finns listade i Catalogue of Life.